# (1750) Eckert
(1750) Eckert ist ein Asteroid des Hauptgürtels, der am 15. Juli 1950 vom deutschen Astronomen Karl Wilhelm Reinmuth in Heidelberg entdeckt wurde.
Benannt wurde der Asteroid nach dem US-amerikanischen Astronomen Wallace John Eckert.